# Џон Дил
Џон Хенри Дил (енгл. John Henry Diehl; Синсинати, Охајо, 1. мај 1950), амерички је позоришни, филмски и ТВ глумац.